# Atletiek op de Olympische Zomerspelen 1972
Atletiek is een van de sporten die beoefend werden tijdens de Olympische Zomerspelen 1972 in München.

## Heren

### 100 m
| rang   | sporter(s)           | land | tijd  |
| ------ | -------------------- | ---- | ----- |
| Goud   | Valeri Borzov        | URS  | 10.14 |
| Zilver | Robert Taylor        | USA  | 10.24 |
| Brons  | Lennox Miller        | JAM  | 10.33 |
| 4      | Aleksandr Korneljoek | URS  | 10.36 |
| 5      | Michael Fray         | JAM  | 10.40 |
| 6      | Jobst Hirscht        | FRG  | 10.40 |
| 7      | Zeńon Nowosz         | POL  | 10.46 |
|        | Hasely Crawford      | TRI  | DNF   |

### 200 m
| rang   | sporter(s)         | land | tijd  |
| ------ | ------------------ | ---- | ----- |
| Goud   | Valeri Borzov      | URS  | 20.00 |
| Zilver | Larry Black        | USA  | 20.19 |
| Brons  | Pietro Mennea      | ITA  | 20.30 |
| 4      | Larry Burton       | USA  | 20.37 |
| 5      | Chuck Smith        | USA  | 20.55 |
| 6      | Siegfried Schenke  | GDR  | 20.56 |
| 7      | Martin Jellinghaus | FRG  | 20.65 |
| 8      | Hans-Joachim Zenk  | GDR  | 21.05 |

### 400 m
| rang   | sporter(s)             | land | tijd  |
| ------ | ---------------------- | ---- | ----- |
| Goud   | Vince Matthews         | USA  | 44.66 |
| Zilver | Wayne Collett          | USA  | 44.80 |
| Brons  | Julius Sang            | KEN  | 44.92 |
| 4      | Charles Asati          | KEN  | 45.13 |
| 5      | Horst-Rüdiger Schlöske | FRG  | 45.31 |
| 6      | Markku Kukkoaho        | FIN  | 45.49 |
| 7      | Karl Honz              | FRG  | 45.68 |
|        | John Smith             | USA  | DNF   |

### 800 m
| rang   | sporter(s)         | land | tijd   |
| ------ | ------------------ | ---- | ------ |
| Goud   | Dave Wottle        | USA  | 1:45.9 |
| Zilver | Jevgeni Arzjanov   | URS  | 1:45.9 |
| Brons  | Mike Boit          | KEN  | 1:46.0 |
| 4      | Franz-Josef Kemper | FRG  | 1:46.5 |
| 5      | Robert Ouko        | KEN  | 1:46.5 |
| 6      | Andrew Carter      | GBR  | 1:46.6 |
| 7      | Andrzej Kupczyk    | POL  | 1:47.1 |
| 8      | Dieter Fromm       | GDR  | 1:48.0 |

### 1500 m
| rang   | sporter(s)          | land | tijd   |
| ------ | ------------------- | ---- | ------ |
| Goud   | Pekka Vasala        | FIN  | 3:36.3 |
| Zilver | Kipchoge Keino      | KEN  | 3:36.8 |
| Brons  | Rod Dixon           | NZL  | 3:37.5 |
| 4      | Mike Boit           | KEN  | 3:38.4 |
| 5      | Brendan Foster      | GBR  | 3:39.0 |
| 6      | Herman Mignon       | BEL  | 3:39.1 |
| 7      | Paul-Heinz Wellmann | FRG  | 3:40.1 |
| 8      | Vladimir Pantelej   | URS  | 3:40.2 |

### 5000 m
| rang   | sporter(s)        | land | tijd       |
| ------ | ----------------- | ---- | ---------- |
| Goud   | Lasse Virén       | FIN  | OR 13:26.4 |
| Zilver | Mohammed Gammoudi | TUN  | 13:27.4    |
| Brons  | Ian Stewart       | GBR  | 13:27.6    |
| 4      | Steve Prefontaine | USA  | 13:28.4    |
| 5      | Miel Puttemans    | BEL  | 13:30.8    |
| 6      | Harald Norpoth    | FRG  | 13:32.6    |
| 7      | Per Halle         | NOR  | 13:34.4    |
| 8      | Nikolai Sviridov  | URS  | 13:39.4    |

### 10000 m
| rang   | sporter(s)        | land | tijd       |
| ------ | ----------------- | ---- | ---------- |
| Goud   | Lasse Virén       | FIN  | WR 27:38.4 |
| Zilver | Miel Puttemans    | BEL  | 27:39.6    |
| Brons  | Miruts Yifter     | ETH  | 27:41.0    |
| 4      | Mariano Haro      | ESP  | 27:48.2    |
| 5      | Frank Shorter     | USA  | 27:51.4    |
| 6      | David Bedford     | GBR  | 28:05.4    |
| 7      | Daniel Korica     | YUG  | 28:15.2    |
| 8      | Abdelkader Zaddem | TUN  | 28:18.2    |

### marathon
| rang   | sporter(s)       | land | tijd      |
| ------ | ---------------- | ---- | --------- |
| Goud   | Frank Shorter    | USA  | 2:12:19.8 |
| Zilver | Karel Lismont    | BEL  | 2:14:31.8 |
| Brons  | Mamo Wolde       | ETH  | 2:15:08.4 |
| 4      | Kenneth Moore    | USA  | 2:15:39.8 |
| 5      | Kenji Kimihara   | JPN  | 2:16:27.0 |
| 6      | Ron Hill         | GBR  | 2:16:30.6 |
| 7      | Donald MacGregor | GBR  | 2:16:34.4 |
| 8      | Jack Foster      | NZL  | 2:16:56.2 |

### 110 m horden
| rang   | sporter(s)        | land | tijd     |
| ------ | ----------------- | ---- | -------- |
| Goud   | Rod Milburn       | USA  | WR 13.24 |
| Zilver | Guy Drut          | FRA  | 13.34    |
| Brons  | Thomas Hill       | USA  | 13.48    |
| 4      | Willie Davenport  | USA  | 13.50    |
| 5      | Frank Siebeck     | GDR  | 13.71    |
| 6      | Leszek Wodzyński  | POL  | 13.71    |
| 7      | Lubomír Nádeníček | TCH  | 13.76    |
| 8      | Petr Čech         | TCH  | 13.86    |

### 400 m horden
| rang   | sporter(s)         | land | tijd     |
| ------ | ------------------ | ---- | -------- |
| Goud   | John Akii-Bua      | UGA  | WR 47.82 |
| Zilver | Ralph Mann         | USA  | 48.51    |
| Brons  | David Hemery       | GBR  | 48.52    |
| 4      | James Seymour      | USA  | 48.64    |
| 5      | Rainer Schubert    | FRG  | 49.65    |
| 6      | Jevgeni Gavrilenko | URS  | 49.66    |
| 7      | Stavros Tziortzis  | GRE  | 49.66    |
| 8      | Joeri Zorin        | URS  | 50.25    |

### 3000 m steeple chase
| rang   | sporter(s)           | land | tijd      |
| ------ | -------------------- | ---- | --------- |
| Goud   | Kipchoge Keino       | KEN  | OR 8:23.6 |
| Zilver | Ben Jipcho           | KEN  | 8:24.6    |
| Brons  | Tapio Kantanen       | FIN  | 8:24.8    |
| 4      | Bronisław Malinowski | POL  | 8:28.0    |
| 5      | Dušan Moravčík       | TCH  | 8:29.2    |
| 6      | Amos Biwott          | KEN  | 8:33.6    |
| 7      | Romualdas Bite       | URS  | 8:34.6    |
| 8      | Pekka Päivärinta     | FIN  | 8:37.2    |

### 4x100 m estafette
| rang   | sporter(s)                                                         | land | tijd     |
| ------ | ------------------------------------------------------------------ | ---- | -------- |
| Goud   | Larry Black Robert Taylor Gerry Tinker Eddie Hart                  | USA  | WR 38.19 |
| Zilver | Aleksandr Korneljoek Vladimir Lovetski Juris Silovs Valeri Borzov  | URS  | 38.50    |
| Brons  | Jobst Hirscht Karlheinz Klotz Gerhard Wucherer Klaus Ehl           | FRG  | 38.79    |
| 4      | Jaroslav Matoušek Juraj Demeč Jiří Kynos Ludvík Bohman             | TCH  | 38.82    |
| 5      | Manfred Kokot Bernd Borth Hans-Jürgen Bombach Siegfried Schenke    | GDR  | 38.90    |
| 6      | Stanisław Wagner Tadeusz Cuch Jerzy Czerbniak Zeńon Nowosz         | POL  | 39.03    |
| 7      | Patrick Bourbeillon Jean-Pierre Grés Gérard Fénouil Bruno Cherrier | FRA  | 39.14    |
| 8      | Vincenzo Guerini Ennio Preatoni Luigi Benedetti Pietro Mennea      | ITA  | 39.14    |

### 4x400 m estafette
| rang   | sporter(s)                                                         | land | tijd   |
| ------ | ------------------------------------------------------------------ | ---- | ------ |
| Goud   | Charles Asati Hezahiah Nyamau Robert Ouko Julius Sang              | KEN  | 2:59.8 |
| Zilver | Martin Reynolds Alan Pascoe David Hemery David Jenkins             | GBR  | 3:00.5 |
| Brons  | Gilles Bertould Daniel Velasques Francis Kerbiriou Jacques Carette | FRA  | 3:00.7 |
| 4      | Bernd Herrmann Horst-Rüdiger Schlöske Hermann Köhler Karl Honz     | FRG  | 3:00.9 |
| 5      | Jan Werner Jan Balachowski Zbigniew Jaremski Andrzej Badeński      | POL  | 3:01.1 |
| 6      | Stig Lönnqvist Ari Salin Ossi Karttunen Markku Kukkoaho            | FIN  | 3:01.1 |
| 7      | Eric Carlgren Anders Faager Kenth Öhman Ulf Rönner                 | SWE  | 3:02.6 |
| 8      | Arthur Cooper Pat Marshall Charles Joseph Edwin Roberts            | TRI  | 3:03.6 |

### 20 km snelwandelen
| rang   | sporter(s)             | land | tijd      |
| ------ | ---------------------- | ---- | --------- |
| Goud   | Peter Frenkel          | GDR  | 1:26:42.4 |
| Zilver | Volodymyr Holoebnytsjy | URS  | 1:26:55.2 |
| Brons  | Hans Reimann           | GDR  | 1:27:16.6 |
| 4      | Gerhard Sperling       | GDR  | 1:27:55.0 |
| 5      | Nikolai Smaga          | URS  | 1:28:16.6 |
| 6      | Vincent Nihill         | GBR  | 1:28:44.4 |
| 7      | Jan Ornoch             | POL  | 1:32:01.6 |
| 8      | Vittorio Visini        | ITA  | 1:32:30.0 |

### 50 km snelwandelen
| rang   | sporter(s)          | land | tijd         |
| ------ | ------------------- | ---- | ------------ |
| Goud   | Bernd Kannenberg    | FRG  | OR 3:56:11.6 |
| Zilver | Venjamin Soldatenko | URS  | 3:58:24.0    |
| Brons  | Larry Young         | USA  | 4:00:46.0    |
| 4      | Otto Bartsj         | URS  | 4:01:35.4    |
| 5      | Peter Selzer        | GDR  | 4:04:05.4    |
| 6      | Gerhard Weidner     | FRG  | 4:06:26.0    |
| 7      | Vittorio Visini     | ITA  | 4:08:31.4    |
| 8      | Gabriel Hernández   | MEX  | 4:12:09.0    |

### hoogspringen
| rang   | sporter(s)        | land | hoogte |
| ------ | ----------------- | ---- | ------ |
| Goud   | Jüri Tarmak       | URS  | 2.23 m |
| Zilver | Stefan Junge      | GDR  | 2.21 m |
| Brons  | Dwight Stones     | USA  | 2.21 m |
| 4      | Hermann Magerl    | FRG  | 2.18 m |
| 5      | Ádám Szepesi      | HUN  | 2.18 m |
| 6      | István Major      | HUN  | 2.15 m |
| 6      | John Beers        | CAN  | 2.15 m |
| 8      | Roestam Achmjetov | URS  | 2.15 m |

### polsstokhoogspringen
| rang   | sporter(s)          | land | hoogte    |
| ------ | ------------------- | ---- | --------- |
| Goud   | Wolfgang Nordwig    | GDR  | OR 5.50 m |
| Zilver | Bob Seagren         | USA  | 5.40 m    |
| Brons  | Jan Johnson         | USA  | 5.35 m    |
| 4      | Reinhard Kuretzky   | FRG  | 5.30 m    |
| 5      | Bruce Simpson       | CAN  | 5.20 m    |
| 6      | Volker Ohl          | FRG  | 5.20 m    |
| 7      | Hans Lagerqvist     | SWE  | 5.20 m    |
| 8      | François Tracanelli | FRA  | 5.10 m    |

### verspringen
| rang   | sporter(s)         | land | afstand |
| ------ | ------------------ | ---- | ------- |
| Goud   | Randy Williams     | USA  | 8.24 m  |
| Zilver | Hans Baumgartner   | FRG  | 8.18 m  |
| Brons  | Arnie Robinson     | USA  | 8.03 m  |
| 4      | Joshua Owusu       | GHA  | 8.01 m  |
| 5      | Preston Carrington | USA  | 7.99 m  |
| 6      | Max Klauß          | GDR  | 7.96 m  |
| 7      | Alan Lerwill       | GBR  | 7.91 m  |
| 8      | Leonid Barkovski   | URS  | 7.75 m  |

### hink-stap-springen
| rang   | sporter(s)          | land | afstand |
| ------ | ------------------- | ---- | ------- |
| Goud   | Viktor Sanjejev     | URS  | 17.35 m |
| Zilver | Jörg Drehmel        | GDR  | 17.31 m |
| Brons  | Nelson Prudêncio    | BRA  | 17.05 m |
| 4      | Carol Corbu         | ROU  | 16.85 m |
| 5      | John Craft          | USA  | 16.83 m |
| 6      | Mansour Dia         | SEN  | 16.83 m |
| 7      | Michał Joachimowski | POL  | 16.69 m |
| 8      | Kristen Fløgstad    | NOR  | 16.44 m |

### kogelstoten
| rang   | sporter(s)           | land | afstand    |
| ------ | -------------------- | ---- | ---------- |
| Goud   | Władysław Komar      | POL  | OR 21.18 m |
| Zilver | George Woods         | USA  | 21.17 m    |
| Brons  | Hartmut Briesenick   | GDR  | 21.14 m    |
| 4      | Hans-Peter Gies      | GDR  | 21.14 m    |
| 5      | Al Feuerbach         | USA  | 21.01 m    |
| 6      | Brian Oldfield       | USA  | 20.91 m    |
| 7      | Heinfried Birlenbach | FRG  | 20.37 m    |
| 8      | Vilmos Varjú         | HUN  | 20.10 m    |

### discuswerpen
| rang   | sporter(s)     | land | afstand |
| ------ | -------------- | ---- | ------- |
| Goud   | Ludvík Daněk   | TCH  | 64.40 m |
| Zilver | Jay Silvester  | USA  | 63.50 m |
| Brons  | Ricky Bruch    | SWE  | 63.40 m |
| 4      | John Powell    | USA  | 62.82 m |
| 5      | Géza Fejér     | HUN  | 62.62 m |
| 6      | Detlef Thorith | GDR  | 62.42 m |
| 7      | Ferenc Tégla   | HUN  | 60.60 m |
| 8      | Tim Vollmer    | USA  | 60.24 m |

### kogelslingeren
| rang   | sporter(s)           | land | afstand    |
| ------ | -------------------- | ---- | ---------- |
| Goud   | Anatoli Bondartsjoek | URS  | OR 75.50 m |
| Zilver | Jochen Sachse        | GDR  | 74.96 m    |
| Brons  | Vasili Sjmelevski    | URS  | 74.04 m    |
| 4      | Uwe Beyer            | FRG  | 71.52 m    |
| 5      | Gyula Zsivótzky      | HUN  | 71.38 m    |
| 6      | Sándor Eckschmiedt   | HUN  | 71.20 m    |
| 7      | Edwin Klein          | FRG  | 71.14 m    |
| 8      | Shigenobu Murofushi  | JPN  | 70.88 m    |

### speerwerpen
| rang   | sporter(s)       | land | afstand    |
| ------ | ---------------- | ---- | ---------- |
| Goud   | Klaus Wolfermann | FRG  | OR 90.48 m |
| Zilver | Jānis Lūsis      | URS  | 90.46 m    |
| Brons  | William Schmidt  | USA  | 84.42 m    |
| 4      | Hannu Siitonen   | FIN  | 84.32 m    |
| 5      | Bjørn Grimnes    | NOR  | 83.08 m    |
| 6      | Jorma Kinnunen   | FIN  | 82.08 m    |
| 7      | Miklós Németh    | HUN  | 81.98 m    |
| 8      | Frederick Luke   | USA  | 80.06 m    |

### tienkamp
| rang   | sporter(s)         | land | punten  |
| ------ | ------------------ | ---- | ------- |
| Goud   | Nikolaj Avilov     | URS  | WR 8454 |
| Zilver | Leonid Litvinenko  | URS  | 8035    |
| Brons  | Ryszard Katus      | POL  | 7984    |
| 4      | Jeff Bennett       | USA  | 7974    |
| 5      | Stefan Schreyer    | GDR  | 7950    |
| 6      | Freddy Herbrand    | BEL  | 7947    |
| 7      | Steen Smidt-Jensen | DEN  | 7947    |
| 8      | Tadeusz Janczenko  | POL  | 7861    |

## Dames

### 100 m
| rang   | sporter(s)       | land | tijd     |
| ------ | ---------------- | ---- | -------- |
| Goud   | Renate Stecher   | GDR  | WR 11.07 |
| Zilver | Raelene Boyle    | AUS  | 11.23    |
| Brons  | Silvia Chibás    | CUB  | 11.24    |
| 4      | Iris Davis       | USA  | 11.32    |
| 5      | Annegret Richter | FRG  | 11.38    |
| 6      | Alice Annum      | GHA  | 11.41    |
| 7      | Barbara Ferrell  | USA  | 11.45    |
| 8      | Eva Glesková     | TCH  | 12.48    |

### 200 m
| rang   | sporter(s)        | land | tijd     |
| ------ | ----------------- | ---- | -------- |
| Goud   | Renate Stecher    | GDR  | WR 22.40 |
| Zilver | Raelene Boyle     | AUS  | 22.45    |
| Brons  | Irena Szewińska   | POL  | 22.74    |
| 4      | Ellen Stropahl    | GDR  | 22.75    |
| 5      | Annegret Kroniger | FRG  | 22.89    |
| 6      | Christina Heinich | GDR  | 22.89    |
| 7      | Alice Annum       | GHA  | 22.99    |
| 8      | Rose Allwood      | JAM  | 23.11    |

### 400 m
| rang   | sporter(s)       | land | tijd     |
| ------ | ---------------- | ---- | -------- |
| Goud   | Monika Zehrt     | GDR  | OR 51.08 |
| Zilver | Rita Wilden      | FRG  | 51.21    |
| Brons  | Kathy Hammond    | USA  | 51.64    |
| 4      | Helga Seidler    | GDR  | 51.86    |
| 5      | Mable Fergerson  | USA  | 51.96    |
| 6      | Charlene Rendina | USA  | 51.99    |
| 7      | Dagmar Käsling   | GDR  | 52.19    |
| 8      | Györgyi Balogh   | HUN  | 52.39    |

### 800 m
| rang   | sporter(s)          | land | tijd      |
| ------ | ------------------- | ---- | --------- |
| Goud   | Hildegard Falck     | FRG  | OR 1:58.6 |
| Zilver | Nijolė Sabaitė      | URS  | 1:58.7    |
| Brons  | Gunhild Hoffmeister | GDR  | 1:59.2    |
| 4      | Svetla Zlateva      | BUL  | 1:59.7    |
| 5      | Vera Nikolić        | YUG  | 2:00.0    |
| 6      | lleana Silai        | ROU  | 2:00.0    |
| 7      | Rosemary Stirling   | GBR  | 2:00.2    |
| 8      | Abigail Hoffman     | CAN  | 2:00.2    |

### 1500 m
| rang   | sporter(s)          | land | tijd      |
| ------ | ------------------- | ---- | --------- |
| Goud   | Ljoedmila Bragina   | URS  | WR 4:01.4 |
| Zilver | Gunhild Hoffmeister | GDR  | 4:02.8    |
| Brons  | Paola Cacchi        | ITA  | 4:02.9    |
| 4      | Karin Burneleit     | GDR  | 4:04.1    |
| 5      | Sheila Carey        | GBR  | 4:04.8    |
| 6      | Ilja Keizer-Laman   | NED  | 4:05.1    |
| 7      | Tamara Pangelova    | URS  | 4:06.5    |
| 8      | Jennifer Orr        | AUS  | 4:12.2    |

### 100 m horden
| rang   | sporter(s)         | land | tijd     |
| ------ | ------------------ | ---- | -------- |
| Goud   | Annelie Ehrhardt   | GDR  | WR 12.59 |
| Zilver | Valeria Bufanu     | ROU  | 12.84    |
| Brons  | Karin Balzer       | GDR  | 12.90    |
| 4      | Pam Ryan           | AUS  | 12.98    |
| 5      | Teresa Nowak       | POL  | 13.17    |
| 6      | Danuta Straszyńska | POL  | 13.18    |
| 7      | Annerose Krumpholz | GDR  | 13.27    |
| 8      | Grażyna Rabsztyn   | POL  | 13.44    |

### 4x100 m estafette
| rang   | sporter(s)                                                                 | land | tijd     |
| ------ | -------------------------------------------------------------------------- | ---- | -------- |
| Goud   | Christiane Krause Ingrid Mickler Annegret Richter Heide Rosendahl          | FRG  | WR 42.81 |
| Zilver | Evelyn Kaufer Christina Heinich Bärbel Struppert Renate Stecher            | GDR  | 42.95    |
| Brons  | Marlene Elejarde Carmen Valdés Fulgencia Romay Silvia Chibás               | CUB  | 43.36    |
| 4      | Martha Watson Matteline Render Mildrette Netter Iris Davis                 | USA  | 43.39    |
| 5      | Marina Sidorova Galina Boekharina Ljoedmila Zjarkova Nadeshda Besfamilnaja | URS  | 43.59    |
| 6      | Maureen Caird Raelene Boyle Marion Hoffman Penelope Gillies                | AUS  | 43.61    |
| 7      | Andrea Lynch Della Pascoe Judith Vernon Anita Neil                         | GBR  | 43.71    |
| 8      | Helena Kerner Barbara Bakulin Urszula Jóźwik Danuta Jędrejek               | POL  | 44.20    |

### 4x400 m estafette
| rang   | sporter(s)                                                                  | land | tijd      |
| ------ | --------------------------------------------------------------------------- | ---- | --------- |
| Goud   | Dagmar Käsling Rita Kühne Helga Seidler Monika Zehrt                        | GDR  | WR 3:23.0 |
| Zilver | Mable Fergerson Madeline Manning Cheryl Toussaint Kathy Hammond             | USA  | 3:25.2    |
| Brons  | Anette Rückes Inge Bödding Hildegard Falck Rita Wilden                      | FRG  | 3:26.5    |
| 4      | Martine Duvivier Colette Besson Bernadette Martin Nicole Duclos             | FRA  | 3:27.5    |
| 5      | Verona Bernard Janet Simpson Janette Roscoe Rosemary Stirling               | GBR  | 3:28.7    |
| 6      | Alison Rose-Edwards Raelene Boyle Cheryl Peasley Charlene Rendina           | AUS  | 3:28.8    |
| 7      | Marika Eklund Pirjo Wilmi Tuula Rautanen Mona-Lisa Strandvall               | FIN  | 3:29.4    |
| 8      | Ljoebov Roentso Olga Syrovatskaja Natalja Tsjistjakova Nadezjda Kolesnikova | URS  | 3:31.9    |

### hoogspringen
| rang   | sporter(s)         | land | hoogte    |
| ------ | ------------------ | ---- | --------- |
| Goud   | Ulrike Meyfarth    | FRG  | WR 1.92 m |
| Zilver | Jordanka Blagojeva | BUL  | 1.88 m    |
| Brons  | Ilona Gusenbauer   | AUT  | 1.88 m    |
| 4      | Barbara Inkpen     | GBR  | 1.85 m    |
| 5      | Rita Schmidt       | GDR  | 1.85 m    |
| 6      | Sara Simeoni       | ITA  | 1.85 m    |
| 7      | Rosemarie Witschas | GDR  | 1.85 m    |
| 8      | Deborah Brill      | CAN  | 1.82 m    |

### verspringen
| rang   | sporter(s)           | land | hoogte |
| ------ | -------------------- | ---- | ------ |
| Goud   | Heide Rosendahl      | FRG  | 6.78 m |
| Zilver | Diana Jorgova        | BUL  | 6.77 m |
| Brons  | Eva Šuranová         | TCH  | 6.67 m |
| 4      | Marcia Garbey        | CUB  | 6.52 m |
| 5      | Heidi Schüller       | FRG  | 6.51 m |
| 6      | Meta Antenen         | SUI  | 6.49 m |
| 7      | Viorica Viscopoleanu | ROU  | 6.48 m |
| 8      | Margrit Olfert       | GDR  | 6.46 m |

### kogelstoten
| rang   | sporter(s)         | land | afstand    |
| ------ | ------------------ | ---- | ---------- |
| Goud   | Nadezjda Tsjizjova | URS  | WR 21.03 m |
| Zilver | Margitta Gummel    | GDR  | 20.22 m    |
| Brons  | Ivanka Hristova    | BUL  | 19.35 m    |
| 4      | Esfir Dolsjenko    | URS  | 19.24 m    |
| 5      | Marianne Adam      | GDR  | 18.94 m    |
| 6      | Marita Lange       | GDR  | 18.85 m    |
| 7      | Helena Fibingerová | TCH  | 18.81 m    |
| 8      | Jelena Stojanova   | BUL  | 18.34 m    |

### discuswerpen
| rang   | sporter(s)           | land | afstand    |
| ------ | -------------------- | ---- | ---------- |
| Goud   | Faina Melnik         | URS  | OR 66.62 m |
| Zilver | Argentina Menis      | ROU  | 65.06 m    |
| Brons  | Vassilka Stojeva     | BUL  | 64.34 m    |
| 4      | Tamara Danilova      | URS  | 62.86 m    |
| 5      | Liesel Westermann    | FRG  | 62.18 m    |
| 6      | Gabriele Hinzmann    | GDR  | 61.72 m    |
| 7      | Carmen lonescu       | ROU  | 60.42 m    |
| 8      | Ljoedmila Moeravjova | URS  | 59.00 m    |

### speerwerpen
| rang   | sporter(s)         | land | afstand    |
| ------ | ------------------ | ---- | ---------- |
| Goud   | Ruth Fuchs         | GDR  | OR 63.88 m |
| Zilver | Jacqueline Todten  | GDR  | 62.54 m    |
| Brons  | Kathy Schmidt      | USA  | 59.94 m    |
| 4      | Ljoetvijan Mollova | BUL  | 59.36 m    |
| 5      | Nataša Urbančić    | YUG  | 59.06 m    |
| 6      | Eva Janko          | AUT  | 58.56 m    |
| 7      | Ewa Gryziecka      | POL  | 57.00 m    |
| 8      | Svetlana Koroljova | URS  | 56.36 m    |

### vijfkamp
| rang   | sporter(s)            | land | punten  |
| ------ | --------------------- | ---- | ------- |
| Goud   | Mary Peters           | GBR  | WR 4801 |
| Zilver | Heide Rosendahl       | FRG  | 4791    |
| Brons  | Burglinde Pollak      | GDR  | 4768    |
| 4      | Christine Bodner      | GDR  | 4671    |
| 5      | Valentina Tikhomirova | URS  | 4597    |
| 6      | NedjaIka Angelova     | BUL  | 4496    |
| 7      | Karen Mack            | FRG  | 4449    |
| 8      | Ilona Bruzsenyák      | HUN  | 4419    |

## Medaillespiegel
| rang   | land                     | goud | zilver | brons | totaal |
| ------ | ------------------------ | ---- | ------ | ----- | ------ |
| 1      | Sovjet-Unie              | 9    | 7      | 1     | 17     |
| 2      | DDR                      | 8    | 7      | 5     | 20     |
| 3      | Verenigde Staten         | 6    | 8      | 8     | 22     |
| 4      | Bondsrepubliek Duitsland | 6    | 3      | 2     | 11     |
| 5      | Finland                  | 3    | 0      | 1     | 4      |
| 6      | Kenia                    | 2    | 2      | 2     | 6      |
| 7      | Groot-Brittannië         | 1    | 1      | 2     | 4      |
| 8      | Polen                    | 1    | 0      | 2     | 3      |
| 9      | Tsjecho-Slowakije        | 1    | 0      | 1     | 2      |
| 10     | Oeganda                  | 1    | 0      | 0     | 1      |
| 11     | Bulgarije                | 0    | 2      | 2     | 4      |
| 12     | Australië                | 0    | 2      | 0     | 2      |
| 12     | België                   | 0    | 2      | 0     | 2      |
| 12     | Roemenië                 | 0    | 2      | 0     | 2      |
| 15     | Frankrijk                | 0    | 1      | 1     | 2      |
| 16     | Tunesië                  | 0    | 1      | 0     | 1      |
| 17     | Cuba                     | 0    | 0      | 2     | 2      |
| 17     | Ethiopië                 | 0    | 0      | 2     | 2      |
| 17     | Italië                   | 0    | 0      | 2     | 2      |
| 20     | Brazilië                 | 0    | 0      | 1     | 1      |
| 20     | Jamaica                  | 0    | 0      | 1     | 1      |
| 20     | Nieuw-Zeeland            | 0    | 0      | 1     | 1      |
| 20     | Oostenrijk               | 0    | 0      | 1     | 1      |
| 20     | Zweden                   | 0    | 0      | 1     | 1      |
| totaal | totaal                   | 38   | 38     | 38    | 114    |